# Эпштейн, Жозеф
Жозеф Эпштейн (Юзеф, фр. Joseph Epstein; 16 октября 1911, Замостье, Люблинская губерния — 11 апреля 1944, Форт Мон-Валерьен), также известный как полковник Жиль — деятель французского сопротивления, коммунист польско-еврейского происхождения.

## Биография
Родился в еврейской семье. Изучал право в Варшавском университете, где и присоединился к Коммунистической партии Польши. В 1931 был арестован полицией после его выступления на коммунистическом митинге, но через несколько недель освобождён. После чего неудачно пытался просить убежища в Чехословакии и был депортирован из Польши.
Переехал во Францию, где продолжил революционную работу. В Туре, где он организовывал рабочих-иммигрантов в профсоюзы,  женился на Пауле Гринфельд, также польской еврейке, студентке из города Лодзь. В 1933 году они перебрались в Париж, а ещё через год Эпштейн сдал выпускной экзамен и окончил юридическое образование; однако ему было запрещено заниматься юридической практикой, поскольку он не был французским гражданином.
В 1936 присоединился к интербригадам в Гражданской войне в Испании и принял участие в защите Ируна, где был тяжело ранен. В январе 1938 командовал артиллерийской батареей румынских коммунистов «Тудор Владимиреску». Участвовал в битве при Эбро и цитировался в приказах по армии. После возвращения во Францию в конце 1938 заключён в тюрьму в Гурсе, откуда был выпущен в июле 1939 года.
В 1939 вступил в ряды польской армии, а позже присоединился к французскому Иностранному легиону. В 1940 был схвачен немцами и отправлен в лагерь военнопленных Stalag IVB, откуда сбежал и намеревался попасть в Швейцарию, но был депортирован в Германию. Ему удалось получить фальшивые документы на имя Жозефа Дюффо и добраться до Парижа.
В 1941 начал работать с группой подпольной организации Французских вольных стрелков и партизан (FTPF). К февралю 1943 командовал всеми партизанами в районе Парижа. Имел прозвище «полковник Жиль» («colonel Gilles»). 16 ноября 1943 был арестован на станции Эври-Пети-Бург (фр. Évry-Petit-Bourg) с Мисаком Манушяном. Несколько месяцев подвергался пыткам и расстрелян 11 апреля 1944 в Форт Мон-Валериен (фр. Forteresse du Mont-Valérien).